# Wojciech Kunicki
Wojciech Kunicki (geboren 1955 in Kalisz) ist ein polnischer Germanist und Hochschullehrer.

## Leben
Wojciech Kunicki studierte in Wrocław von 1974 bis 1978 Polonistik und von 1976 bis 1981 Germanistik. 1983/84 setzte er seine germanistischen Studien in Bonn fort. Er wurde 1985 in Breslau mit der Arbeit Problematyka estetyczna w prace precursorów i twórców fascisizmu niemiecego (dt. Ästhetische Fragen im Werk der Vorläufer und Begründer des deutschen Faschismus) promoviert. Von 1986 bis 1993 war Kunicki Adjunkt am Institut für Germanistische Philologie in Wrocław. Zeitweise war er Stipendiat der Humboldt-Stiftung. 1992 habilitierte sich Kunicki in Breslau mit der Arbeit Projektionen des Geschichtlichen: Ernst Jüngers Arbeit an den Fassungen von „In Stahlgewittern“.
Er ist als Professor am Institut für Deutsche Philologie an der Philologischen Fakultät der Universität Breslau und an der Fakultät für Neusprachen der Staatlichen Höheren Fachschule in Nysa.
Er war Direktor des Instituts für moderne Sprachen der Staatlichen Höheren Berufsschule in Nysa.
1997 erhielt er den Förderpreis der Künstlergilde Esslingen.
Kunicki ist Vorsitzender der Goethe-Gesellschaft in Polen.
Seine deutschsprachigen Publikationen erscheinen seit 2006 im Leipziger Universitätsverlag.

## Deutschsprachige Publikationen

### Als Autor
- "... auf dem Weg in dieses Reich". NS-Kulturpolitik und Literatur in Schlesien 1933 bis 1945. Leipziger Universitätsverlag. 2006. ISBN 978-3-937209-13-5
- Germanistische Forschung und Lehre an der königlichen Universität zu Breslau von 1811 bis 1918. Unter besonderer Berücksichtigung der Studien zur neueren deutschen Literatur- und Kulturgeschichte. Leipziger Universitätsverlag. 2019. ISBN 978-3-96023-261-2
- Die verzeitlichte Landschaft. Eine kleine Literatur- und Kulturgeschichte des Zobtenberges in Schlesien. Leipziger Universitätsverlag. 2021. ISBN 978-3-96023-364-0

### Als Herausgeber
- (unter  Mitarbeit von Marta Kopij und Gabriela Połutrenko) Neise: Texte und Bilder. Oficyna Wydawnicza Panstwowej Wyzszej Szkoly Zawodowej w Nysie. Nysa 2003
- (gemeinsam mit Marta Kopij-Weiß) Nietzsche und Schopenhauer. Rezeptionsphänomene der Wendezeit. Leipziger Universitätsverlag. 2006 ISBN 978-3-86583-121-7
- (gemeinsam mit Marek Adamski) Schlesien als literarische Provinz. Literatur zwischen Regionalismus und Universalismus. Leipziger Universitätsverlag. 2008 ISBN 978-3-86583-244-3
- Joseph von Eichendorff in unseren Tagen. Leipziger Universitätsverlag. 2009 ISBN 978-3-86583-340-2
- "... und steigert meine Furcht zum Zorn." Beiträge zu Leben und Werk Hermann Stehrs (1864-1940). Leipziger Universitätsverlag. 2009  ISBN 978-3-86583-400-3
- (gemeinsam mit Natalia Żarska und Gerald Diesener) Ernst Jünger – eine Bilanz. Leipziger Universitätsverlag. 2010 ISBN 978-3-86583-452-2
- (gemeinsam mit Beata Giblak) Auch in Neisse im Exil. Max Herrmann-Neiße. Leben, Werk und Wirkung (1886-1941). Leipziger Universitätsverlag. 2012 ISBN 978-3-86583-657-1
- August Timotheus Kahlert. Der Briefwechsel zwischen Karl von Holtei und August Timotheus Kahlert. Leipziger Universitätsverlag. 2018 ISBN 978-3-96023-167-7
- (gemeinsam mit Beata Giblak) Kulturräume. Räume der Kultur. Peter Lang. Berlin, Bern, Brüssel, New York, Oxford, Warschau, Wien 2020 ISBN 9783631818237
- (gemeinsam mit Beata Giblak) „Schließlich ist die Heimat unser aller Wunsch.“ / „Ostatecznie ojczyzna jest życzeniem nas wszystkich” Zwei Neisser Expressionisten: Max Herrmann-Neiße und Franz Jung. Dwu nyskich ekspresjonistów: Max Herrmann-Neiße i Franz Jung. Leipziger Universitätsverlag. 2022 ISBN 978-3-96023-501-9